# زوانکو وارگا
زوانکو وارگا (صربی: Звонко Варга؛ زادهٔ ۲۷ نوامبر ۱۹۵۹) یک بازیکن فوتبال اهل صربستان است.

## باشگاهی
از باشگاه‌هایی که در آن بازی کرده‌است می‌توان به باشگاه فوتبال پارتیزان اشاره کرد.

## تیم ملی
وی همچنین در تیم ملی فوتبال Yugoslavia U20 بازی کرده است.